# It Might Be Time
It Might Be Time is een nummer van de Australische band Tame Impala uit 2019. Het is de tweede single van hun vierde studioalbum The Slow Rush.
Het nummer gaat over ouder en volwassen worden. Tame Impala liet zich voor het nummer beïnvloeden door Breakfast in America van Supertramp. "It Might Be Time" begint als een rustige en dromerige plaat, maar verderop in het nummer wordt het steeds dynamischer. Het nummer werd enkel in Vlaanderen een bescheiden succesje, met een 7e positie in de Tipparade.